# Heilig Geist (Pfaffenhofen an der Ilm)

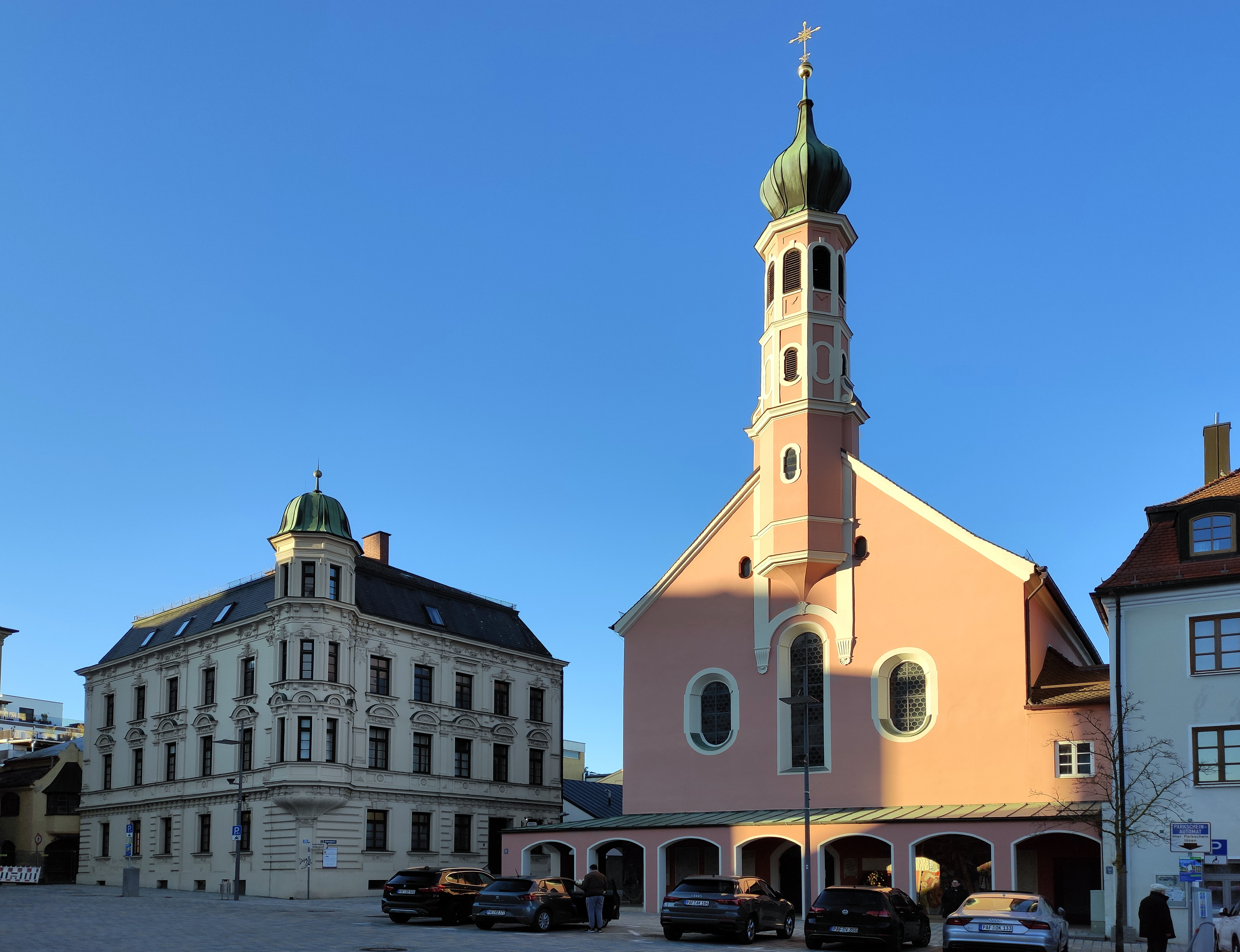
Südfassade der Spitalkirche

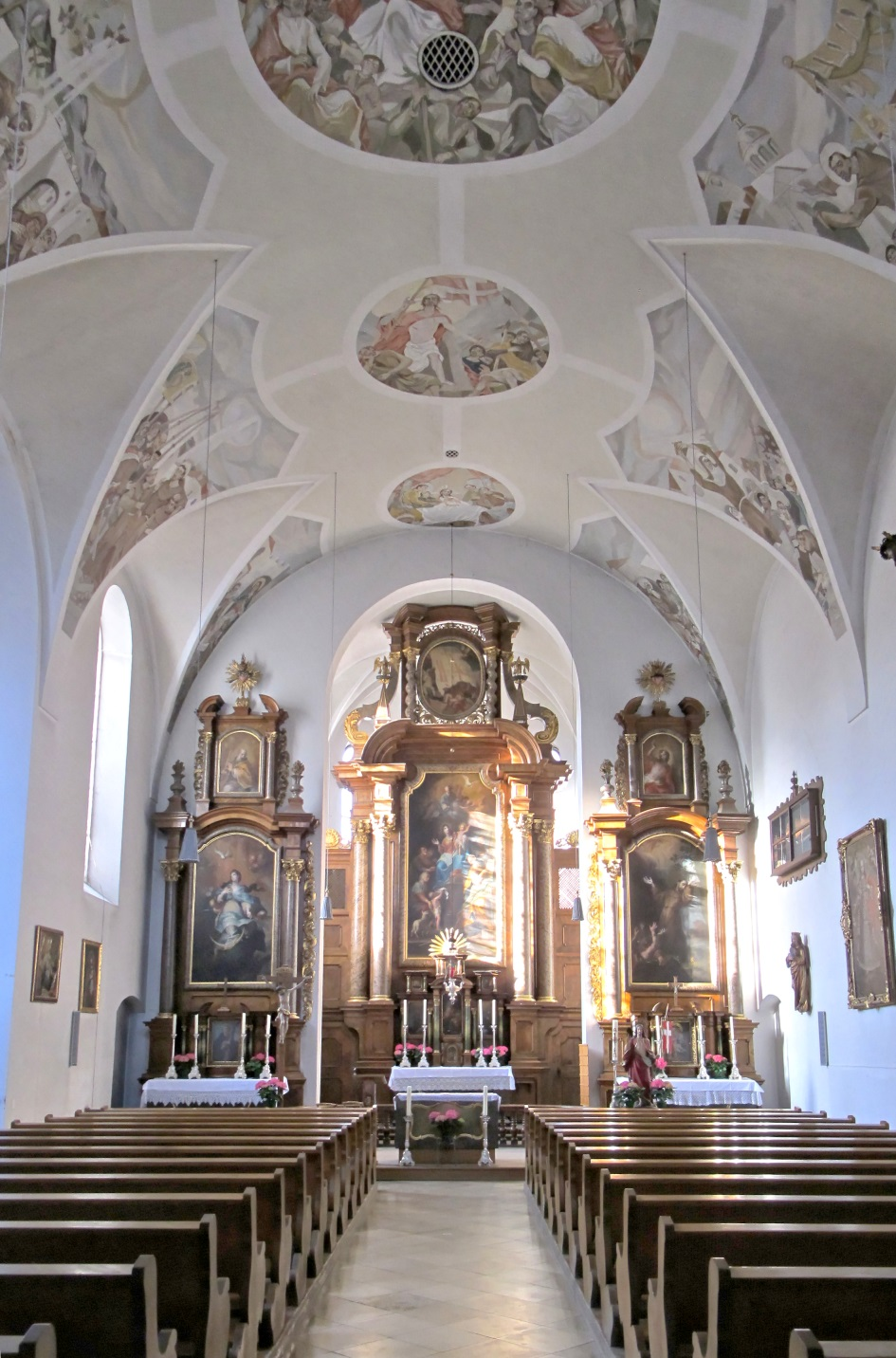
Innenansicht der Spitalkirche

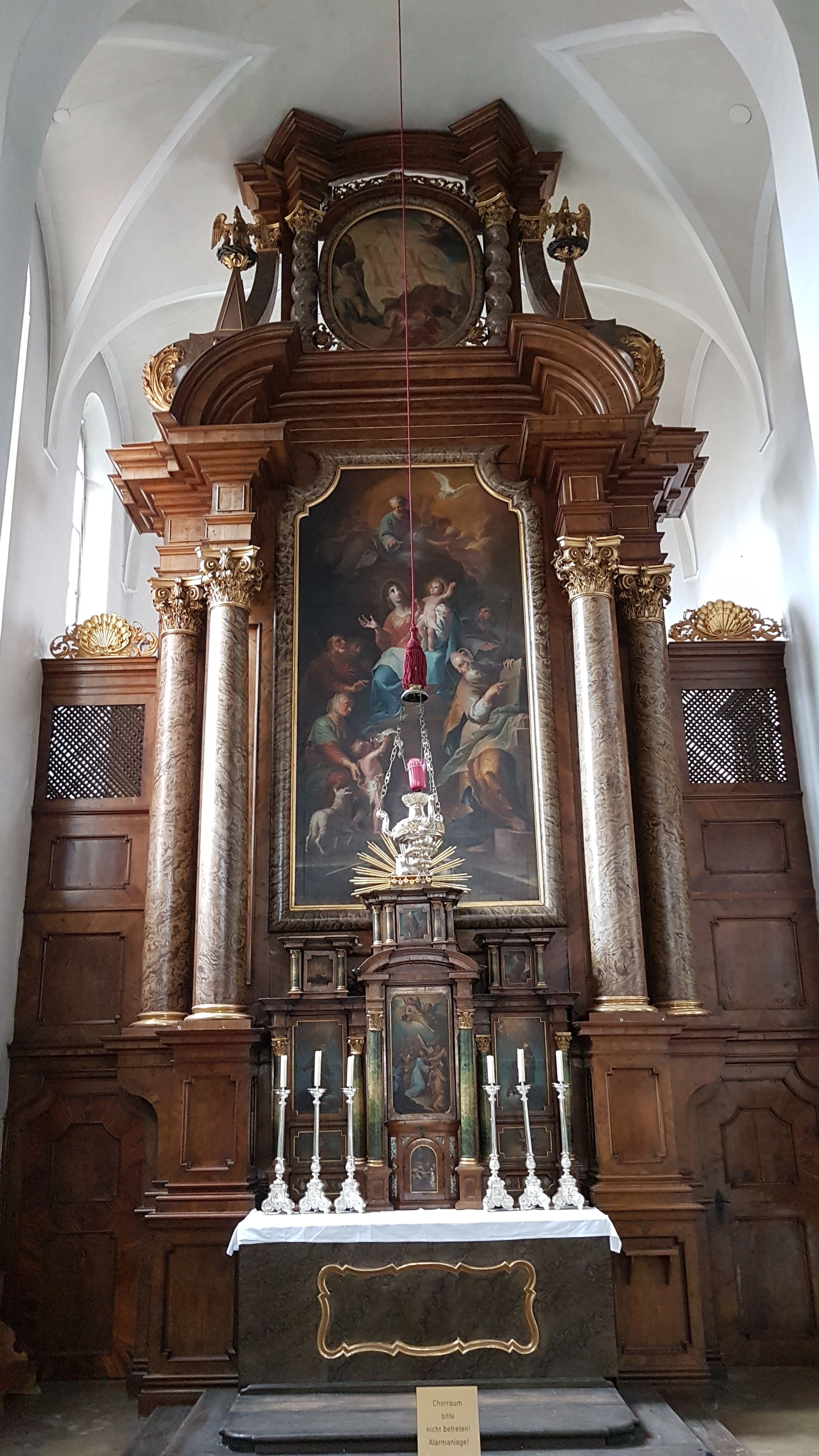
Hochaltar

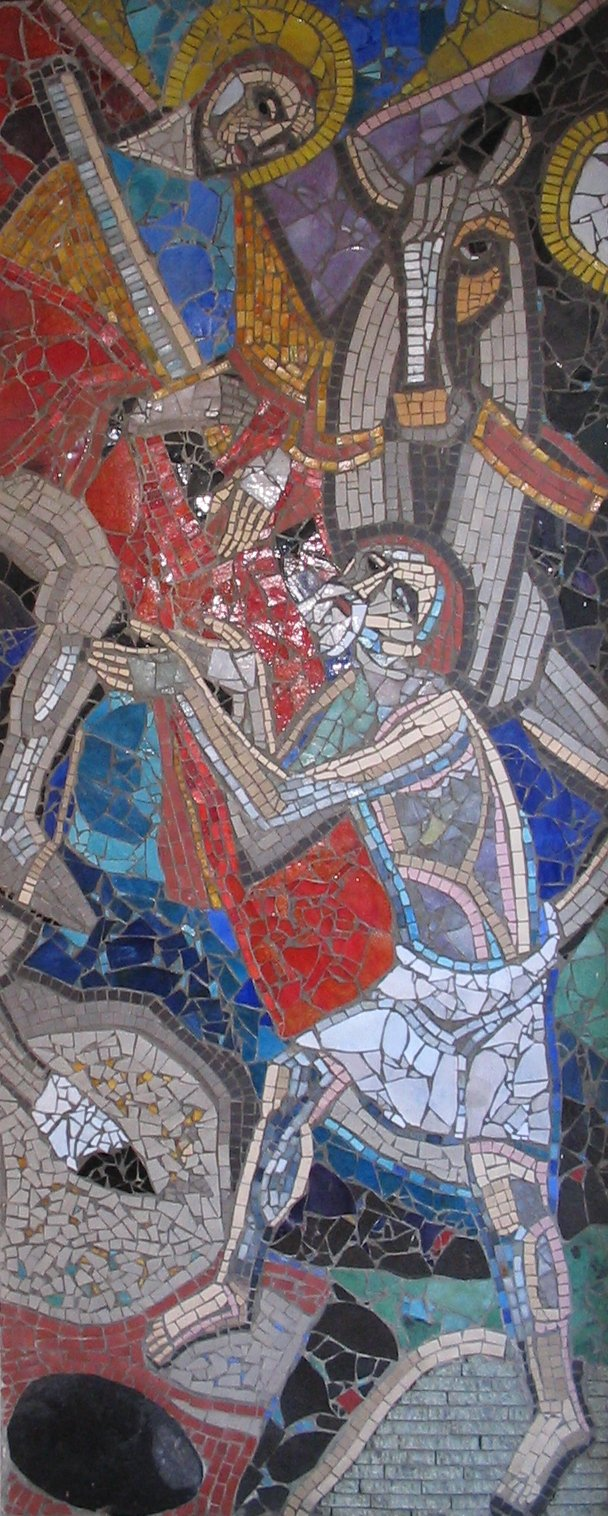
Mosaik des Kriegerdenkmals

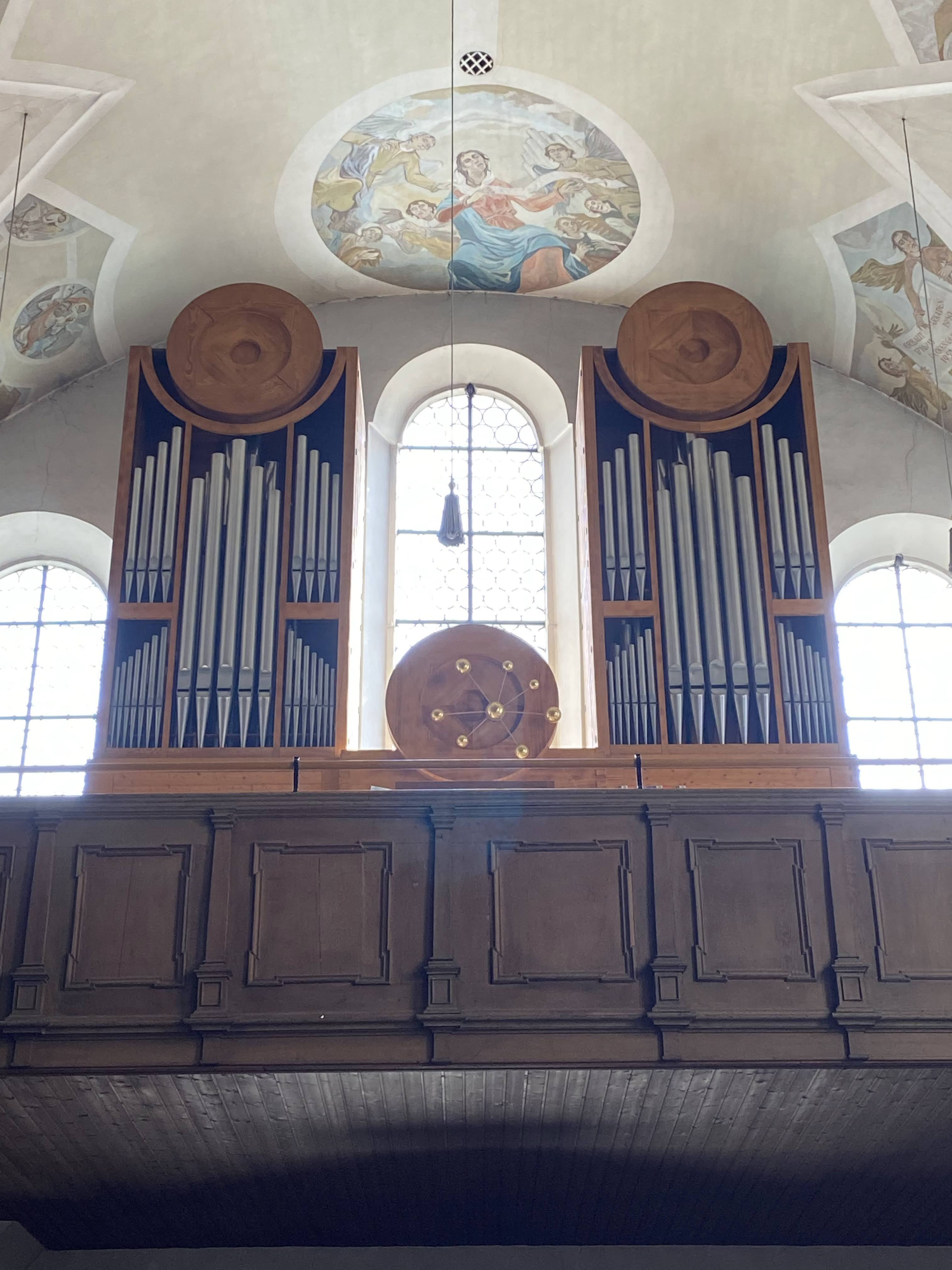
Die Orgel

Die Spitalkirche Heilig Geist in Pfaffenhofen an der Ilm ist die Hospizkirche des ehemaligen Franziskanerklosters. Sie liegt nahe dem oberen Ende des Hauptplatzes gegenüber der Stadtpfarrkirche St. Johannes Baptist.

## Geschichte
1703 errichteten die Franziskaner am oberen Hauptplatz in Pfaffenhofen ein Hospiz. Die zugehörige Kloster- und Spitalkirche wurde in den Jahren 1716 bis 1719 im barocken Stil von einem unbekannten Baumeister errichtet. Unterhalb des Chores der Spitalkirche befand sich eine Gruft, die in der Zeit der Franzosenkriege (1792–1815) als Lagerraum für Getreide und Munition verwendet wurde. Im Zuge der Säkularisation in Bayern wurde das Kloster 1802 aufgelöst. Die Stadt Pfaffenhofen erwarb das Gelände und richtete dort das städtische Krankenhaus ein, welches sich zuvor auf dem Platz des heutigen Rathauses befunden hatte. Die Kirche diente als Gotteshaus für die Patienten des Spitals. Im Jahr 1900 wurde der baufällige Nordturm abgerissen und ein neuer Turm nach den Plänen von Johann Baptist Schott an der Südfassade aufgesetzt. 1959 wurde der Arkadenvorbau um die südliche Hälfte des Kirchengebäudes errichtet, 1974 erhielt die Kirche eine neue Orgel.
Zuletzt diente der städtische Gebäudekomplex als Altenheim, bis dieses 1997 aufgelöst wurde. Die Bewohner wurden damals in Räumlichkeiten etwas außerhalb des Stadtzentrums verlegt, das zuvor von 1862 bis 1984 städtisches Krankenhaus war. Im Jahr 2015 wurde die Kirche für 725.000 Euro saniert. Während der achtmonatigen Bauzeit wurde der Dachstuhl statisch gesichert und ein neuer Fassadenanstrich aufgetragen. Die Kirche wird heute für Gottesdienste, Hochzeiten und Konzerte genutzt. In der Advents- und Weihnachtszeit ist eine prachtvolle Weihnachtskrippe mit teils mehr als 200 Jahre alten Figuren aufgestellt. Die Krippe, die zwischen dem Ersten Advent und Mariä Lichtmess mehrmals umgebaut wird, ist Teil des Pfaffenhofener Krippenweges.

## Beschreibung
Die Spitalkirche ist eine verputzte Saalkirche mit eingezogenem Chor und Seitenkapelle auf der Westseite. Sie ist nicht – wie zur Zeit der Erbauung üblich – geostet, der Chor befindet sich vielmehr auf der Nordseite. Langhaus und Chor sind mit einer Stichkappentonne eingewölbt. Auf die südliche Giebelfront ist ein neobarocker, achteckiger Turm mit Zwiebelhaube aufgesetzt.
Die Ausstattung der Kirche stammt zum großen Teil noch aus der Entstehungszeit der Kirche. Die Altarblätter aller vier Altäre wurden vom kurfürstlichen Hofmaler Johann Caspar Sing aus München erstellt. Das Hochaltargemälde zeigt die Heilige Sippe, Jesus Christus im Kreise seiner Verwandten. Bis Anfang des 19. Jahrhunderts schmückten auch die Deckengemälde des berühmten Cosmas Damian Asam das Kircheninnere. Die heutigen Deckenfresken stammen dagegen von Michael P. Weingartner aus dem Jahr 1952. Sie zeigen verschiedene Szenen aus dem Leben des Heiligen Franziskus. Der Kreuzweg der Kirche ist von 1862. In den Arkaden um die Kirche ist das Kriegerdenkmal (1960) untergebracht. Die zugehörigen Mosaiken stammen wie die Deckengemälde von Michael P. Weingartner.
Die ehemaligen Klostergebäude, in denen später das Spital und ein Altenheim untergebracht waren, schließen direkt an die Ostseite der Kirche an. Der zweigeschossige, verputzte Pultdachbau stammt im Kern noch aus dem 18. Jahrhundert.